# Assioma di regolarità
Nella teoria degli insiemi, l'assioma di regolarità (noto anche come assioma della fondatezza o assioma di fondazione) è uno degli assiomi della teoria degli insiemi di Zermelo-Fraenkel.
Nel linguaggio formale degli assiomi di Zermelo-Fraenkel l'assioma si scrive:
{\displaystyle \forall A:A\neq \emptyset \Rightarrow \exists B:B\in A\land \lnot \exists C:C\in A\land C\in B}
Oppure a parole:
Ogni insieme non vuoto A contiene un elemento B disgiunto da A.
Due risultati che seguono dall'assioma sono "nessun insieme è un elemento di sé stesso" e "non esiste una successione infinita (an) tale che ai+1 è un elemento di ai per ogni i".
Assieme all'assioma della scelta, questo risultato può essere invertito: se non esistono successioni infinite di quel tipo, allora l'assioma di regolarità è vero. Quindi le due affermazioni sono equivalenti.
Vi sono teorie degli insiemi non standard che, oltre ad omettere l'assioma di regolarità, hanno addirittura postulato l'esistenza di insiemi che sono elementi di sé stessi.
Inoltre, tutti i risultati della matematica ordinaria continuano a valere anche in assenza di tale assioma, a patto di restringerli ai soli insiemi ben fondati.

## Implicazioni elementari
L'assioma di regolarità implica che nessun insieme è elemento di sé stesso
Sia A un insieme tale che A sia un elemento di sé stesso e definiamo l'insieme B = {A}, che esiste per l'assioma della coppia. Applicando l'assioma di regolarità a B, vediamo che l'unico elemento di B, vale a dire A, deve essere disgiunto da B. Ma l'intersezione di A e B è proprio A. Quindi B non soddisfa l'assioma di regolarità e abbiamo una contraddizione, dimostrando che A non può esistere.
L'assioma di regolarità implica che non esiste nessuna successione infinita discendente di insiemi.
Sia f una funzione dei numeri naturali tale che f(n+1) sia un elemento di f(n) per ogni n. Definiamo S = {f(n): n numero naturale} come l'immagine di f, che può essere vista come insieme dalla definizione formale di funzione. Applicando l'assioma di regolarità ad S, sia f(k) un elemento di S disgiunto da S. Ma per la definizione di f e S, f(k) e S hanno un elemento in comune (vale a dire f(k+1)). Abbiamo una contraddizione, quindi non esiste tale f.
Assumendo l'assioma della scelta, l'assenza di successioni infinite discendenti implica l'assioma di regolarità
Sia l'insieme non vuoto S un controesempio dell'assioma di regolarità; cioè, ogni elemento s di S ha un'intersezione non vuota con S. Sia T un insieme che ha come membri S e, per ogni elemento s di S, l'intersezione tra quest'elemento e S. Sia g una funzione di scelta per T, cioè un'applicazione tale che g(t) è un elemento di t per ogni insieme t appartenente a T. Ora definamo ricorsivamente la funzione f sugli interi non negativi come segue:
{\displaystyle f(0)=g(S)}
{\displaystyle f(n+1)=g(f(n)\cap S).}
Allora per ogni n, f(n) è un elemento di T e anche di S, cosicché l'intersezione di f(n) con S è non vuota, quindi f(n+1) è ben definita ed è un elemento di f(n). Allora i valori di f formano un'infinita catena discendente. Questa è una contraddizione, quindi non esiste tale S.